# Subnautica: Below Zero
Subnautica: Below Zero è un'espansione del videogioco del 2018 Subnautica, sviluppata da Unknow Worlds Entertainment e pubblicata il 14 maggio 2021. Il gioco segue le avventure della scienziata Robin Ayou sul pianeta 4546B e del suo incontro con l'Architetto alieno Al-An, mentre cerca di scoprire la verità sulla misteriosa scomparsa della sorella.
Reso disponibile sotto forma di accesso anticipato tramite Steam e Epic Games Store nel gennaio 2019, Subnautica: Below Zero è stato pubblicato per Microsoft Windows, macOS, PlayStation 4, PlayStation 5, Xbox One, Xbox Series X/S e Nintendo Switch. Le versioni fisiche del gioco sono state pubblicate da Bandai Namco Entertainment.

## Trama

### Ambientazione
Subnautica: Below Zero è ambientato, come il suo predecessore, sul fittizio pianeta oceano 4546B. Analogamente a Subnautica l'area di gioco è suddivisa in biomi caratterizzati da flora e fauna specifiche; l'area è delimitata a nord e a ovest da un continente ricoperto da neve e ghiacci, mentre a sud e a est da una fossa oceanica abitata solo da leviatani. Una giornata dura circa 30 minuti, con il ciclo notte/giorno di 15 minuti ciascuno; a differenza del primo gioco sono stati aggiunti fenomeni meteorologici quali nevicate, grandinate, piogge, nebbia e, durante alcune notti, aurore boreali. In alcuni biomi sono presenti degli avamposti dell'Alterra, oltre a varie basi e manufatti degli Architetti.
Sotto la superficie sono presenti vari sistemi ramificati di grotte, accessibili attraverso passaggi posti nei vari biomi:
- Le Deep Lilypad Caves sono un sistema di caverne a media profondità caratterizzate da un ecosistema chiuso. Qui si trova una base dei precursori.
- Le Crystal Caves sono il più grande complesso di caverne del gioco. È caratterizzato dalla presenza di enormi cristalli viola che sporgono dal pavimento e dal soffitto.
- La Fabricator Cavern è l'ultima zona della mappa visitabile, nonché la più profonda e pericolosa, accessibile solo dalle Crystal Caves. Nella parte più profonda si trova la Fabricator Base.

Vi sono un totale di sei strutture create dai precursori necessarie al completamento della trama:
- Il Sanctuary Zero è il luogo dove è conservata la coscienza di Al-An.
- Tre basi nascoste nei vari sistemi di caverne del gioco dove sono contenute le parti del corpo di un'Architetto.
- La Fabricator Base è la base situata più in profondità. Qui è contenuto il macchinario per costruire il corpo di Al-an.
- La Architect Phasegate Facility, situata sul continente ghiacciato e oggetto di studi da parte dell'Alterra, è il luogo dove si svolge il finale del gioco. Qui è collocato il phasegate, ossia il portale spaziale che collega il pianeta 4546B al pianeta natale degli Architetti.

### Storia
Due anni dopo gli eventi del gioco principale la società Alterra ha iniziato a effettuare delle ricerche sul pianeta 4546B, apparentemente volte a studiare la tecnologia degli Architetti, gli alieni che avevano colonizzato il pianeta secoli prima al fine di studiare il batterio Kharaa. Un giorno la biologa Robin Ayou riceve la notizia della morte della sorella Sam, impiegata dell'Alterra, a seguito di un incidente avvenuto nel suo settore di ricerca. Robin, non convinta dalla spiegazione datale dalla società e insospettita dal fatto che la morte della sorella sia avvenuta in concomitanza con un'evacuazione di massa dal pianeta, decide di andare ad indagare di persona. Per sbarcare sul pianeta senza farsi notare dalla compagnia sfrutta una pioggia di meteore ma proprio queste ultime la costringono ad un atterraggio di emergenza, a seguito del quale la sua navicella viene distrutta. Dopo qualche tempo di permanenza sul pianeta il suo PDA capta un segnale di emergenza: seguendolo, Robin si trova in una delle basi degli Architetti dove è conservata la coscienza di Al-An, uno degli alieni. Questi, dal momento che l'energia della base sta per esaurirsi, trasferisce la sua coscienza e i suoi ricordi nella mente di Robin chiedendole di aiutarlo a ricostruire un nuovo corpo fisico.

Screenshot, tratto dal trailer del gioco, raffigurante la caverna dove è conservato il leviatano congelato.

Esplorando il pianeta Robin si imbatte inoltre in Marguerite Maida, unica sopravvissuta allo schianto della Degasi oltre dieci anni prima. La donna, scambiandola inizialmente per un'agente della Alterra, le chiede di dimostrare il contrario disattivando un'antenna satellitare che gestisce la sorveglianza orbitale del pianeta: dopo averla sabotata Marguerite contatta Robin rivelandole di aver conosciuto Sam, e che questa aveva scoperto la verità sulle ricerche effettuate dall'Alterra sul pianeta. Esplorando le varie basi della società assieme ad Al-An, Robin riesce a ricostruire gli avvenimenti che hanno portato alla morte della sorella: questa aveva scoperto che la Alterra, tempo prima, aveva trovato un leviatano congelato in una parete di ghiaccio che presentava ancora i segni dell'infezione del Kharaa. I ricercatori avevano quindi iniziato a studiarlo e a modificare il batterio su ordine della società, che era intenzionata a sfruttarlo come arma batteriologica. Sam, dopo aver conosciuto Marguerite, aveva deciso assieme a lei di sabotare le ricerche: mentre Maida aveva distrutto con una bomba il laboratorio Ω, dove erano studiati e conservati i campioni del batterio, Sam era riuscita a sintetizzare un antidoto per la malattia ma, mentre si apprestava a iniettarlo nel corpo del leviatano congelato, era stata scoperta dalla sicurezza. Dopo aver nascosto la cura aveva provato a far esplodere l'ingresso alla caverna dove era conservato il leviatano, rimanendo però coinvolta nell'esplosione. Dopo aver scoperto la realtà Robin decide di portare a termine il piano della sorella recuperando la cura, iniettandola nel leviatano e debellando così la minaccia del Kharaa dal pianeta.
Nel mentre Al-An guida Robin a recuperare i progetti per il nuovo corpo, stringendo anche un solido legame di fiducia con la ragazza: dopo averli ottenuti l'Architetto guida Robin al luogo dove è situato il fabbricatore necessario alla costruzione del corpo. Qui, dopo averlo creato e avervi trasferito la sua coscienza, Al-An rivela finalmente la sua storia: lui era il responsabile della ricerca della cura per il Kharaa ma durante i suoi studi disubbidì alla "rete", la coscienza collettiva degli alieni, causando inavvertitamente la distruzione del laboratorio di ricerca e la diffusione del virus. Al-An è quindi restio a tornare sul suo pianeta, temendo sia di dover rendere conto del suo operato sia di scoprire che, a causa sua, la sua specie si potrebbe essere estinta; Robin però lo consola dicendogli che lei è riuscita a debellare il virus anche grazie a lui,  e che ha intenzione di accompagnarlo sul suo pianeta per sostenerlo. Al-An, riconoscente, la conduce quindi al phasegate, il portale spaziale usato dagli Architetti per muoversi nell'universo: dopo averlo riattivato e aver creato una navicella i due, attraversandolo, si trovano infine sul pianeta natale degli Architetti.

## Personaggi principali
Robin Ayou
Doppiata da: Kimberly Brooks
La protagonista del gioco, è una giovane ragazza dalla pelle scura e dai lunghi capelli castani. È una biologa che decide di dirigersi sul pianeta 4546B a seguito della scomparsa della sorella Sam, avvenuta in circostanza poco chiare; qui, grazie agli indizi lasciati da Sam e all'aiuto di Marguerite, riesce a scoprire i reali interessi dell'organizzazione e la verità dietro gli studi che l'Alterra svolge sul pianeta. Inoltre, dopo l'incontro con Al-An, inizia a interessarsi agli Architetti e alla loro società, mentre aiuta l'alieno a comprendere e ad avvicinarsi alla cultura umana.
Al-An
Doppiato da: Matthew Marsh
Un alieno appartenente alla razza degli Architetti, la cui mente è conservata da oltre mille anni all'interno di una struttura aliena: riesce a liberarsi grazie all'aiuto di Robin, trasferendosi temporaneamente nel suo cervello mentre questa lo aiuta a costruire un nuovo corpo. Al-An è una coscienza nata dall'unione dei ricordi, dei pensieri e delle conoscenze di più individui sotto un'unica personalità: inizialmente, infatti, si rivolge a sé utilizzando la prima persona plurale. In passato era il responsabile della ricerca della cura contro il Kharaa, ma a causa di una sua decisione errata il batterio si è diffuso sul pianeta contagiando gli altri membri della sua razza; trasferita la sua coscienza in un macchinario, è stato costretto nei mille anni successivi a percepire il progressivo spegnimento delle coscienze dei suoi compagni, essendo tutti connessi attraverso una coscienza collettiva unica, non sapendo tuttavia se essi siano morti o solo assopiti: ciò che gli ha fatto maturare una profonda angoscia e il terrore di essere il responsabile dell'estinzione della sua razza. Una volta pronto il suo corpo, che Al-An reputa più come un semplice mezzo di interazione con l'ambiente che come una parte di sé, si mostra come un essere biotecnologico dotato di torso e braccia umanoidi, quattro zampe e altri quattro arti tecnologici separati dal corpo che controlla telepaticamente.
Marguerite Maida
Doppiata da: Lorelei King
Una mercenaria terrestre, è l'unica rimasta delle tre persone che costituivano l'equipaggio della Degasi, le cui avventure sono raccontate nel primo gioco attraverso diari e registrazioni. È una donna forte, risoluta e scorbutica, che non si fida degli altri e odia le grandi corporazioni, reputandole interessate solo al denaro e prive di scrupoli morali. Dopo essere riuscita a giungere al Settore 0 usando come "zattera" la carcassa di un leviatano da lei stessa ucciso, riesce a creare una base e a sopravvivere per gli anni successivi. Dopo l'arrivo dell'Alterra Marguerite incontra Sam, che aveva compreso i veri scopi della corporazione riguardo al batterio Kharaa. Le due decidono di sabotare i lavori della società ma, mentre Marguerite riesce a distruggere il laboratorio dove il batterio veniva studiato, Sam muore nel tentativo di distruggerne l'ultimo campione. Dopo l'incontro con Robin la aiuta a scoprire la verità sulla morte della sorella e a portare a termine il suo piano.

## Modalità di gioco
Il gioco eredita da Subnautica le quattro modalità sopravvivenza, libera, hardcore e creativa. Analogamente al gioco principale, lo scopo di Below Zero è quello di sopravvivere in un ambiente ostile procurandosi materiali da costruzione, cibo e acqua dai fondali o dalle basi Alterra, prestando anche attenzione alla temperatura corporea del protagonista per evitare l'ipotermia e scansionando l'ambiente e le creature circostanti per ottenere progetti e informazioni necessarie alla sopravvivenza.

## Sviluppo
Come il gioco principale, Below Zero è stato sviluppato dalla Unknow Worlds Entertainment. Pensato inizialmente come un DLC per Subnautica, nel corso dello sviluppo si è evoluto fino a diventare uno stand-alone; nonostante ciò, secondo gli sviluppatori è da considerarsi come un'espansione piuttosto che come un vero e proprio sequel. Annunciato nell'agosto 2018, la versione di pre-accesso anticipato è uscita il 14 dicembre 2018, mentre la prima versione di accesso anticipato è stata pubblicata il 30 gennaio 2019 per Windows e MacOS. La versione completa, inizialmente prevista per i primi mesi del 2020 e rimandata a seguito della riscrittura della trama e dell'emergenza Covid-19, è stata distribuita il 14 maggio 2021 anche per Nintendo Switch, PlayStation 4, PlayStation 5, Xbox One e Xbox Series X/S.

## Accoglienza
| Testata                            | Versione        | Giudizio |
| ---------------------------------- | --------------- | -------- |
| Metacritic (media al 4 marzo 2022) | PC              | 82/100   |
| Metacritic (media al 4 marzo 2022) | PS5             | 79/100   |
| Metacritic (media al 4 marzo 2022) | Nintendo Switch | 76/100   |
| Metacritic (media al 4 marzo 2022) | XSXS            | 83/100   |
| Eurogamer                          | XSS             | 7/10     |
| Everyeye.it                        | PS4             | 8.5/10   |
| Game Informer                      | XSXS            | 9/10     |
| IGN                                | -               | 9/10     |
| Multiplayer.it                     | PS5             | 85/100   |
| The Games Machine                  | PC              | 9/10     |

Il gioco è stato accolto positivamente dalla critica sin dalle versioni in accesso anticipato. IGN ha apprezzato le lievi modifiche alla parte survival, che rendono più veloce e immediato l'ottenimento dei materiali e degli strumenti, e i miglioramenti nei caricamenti delle ambientazioni, più veloci di quelli del gioco principale. Gamesradar lo ha descritto come «un'esperienza survival horror un po' più tirata e pacata rispetto al suo predecessore, ma non per questo meno coinvolgente o avvincente». Multiplayer.it pur giudicando Below Zero «un degno erede di Subnautica» sostiene che la focalizzazione del gioco sulla trama e la presenza di altri personaggi sminuisca la sensazione di essere completamente sperduti su un pianeta ostile. PC Gamer ha giudicato positivamente le prime versioni dell'accesso anticipato, consigliando però di giocare prima a Subnautica, pur non ritenendolo necessario, in modo da immergersi appieno nella storia. Eurogamer ha lodato la trama, definendola «avvolgente e in grado di incastrarsi nelle dinamiche di gioco», e il gameplay, descritto come «dinamico e intuitivo».
Anche all'uscita della versione completa le recensioni sono rimaste positive. Metacritic gli ha assegnato un punteggio di 82/100 basato su 23 recensioni, mentre IGN di 9/10. Multiplayer.it ha elogiato il lavoro artistico svolto per creare gli ambienti di gioco e la progressione della trama, criticando però la dispersività dell'area di gioco. Wired ha descritto il gioco come «sublime», sebbene a tratti ripetitivo, lodando però le ambientazioni.